# De figuris Veneris

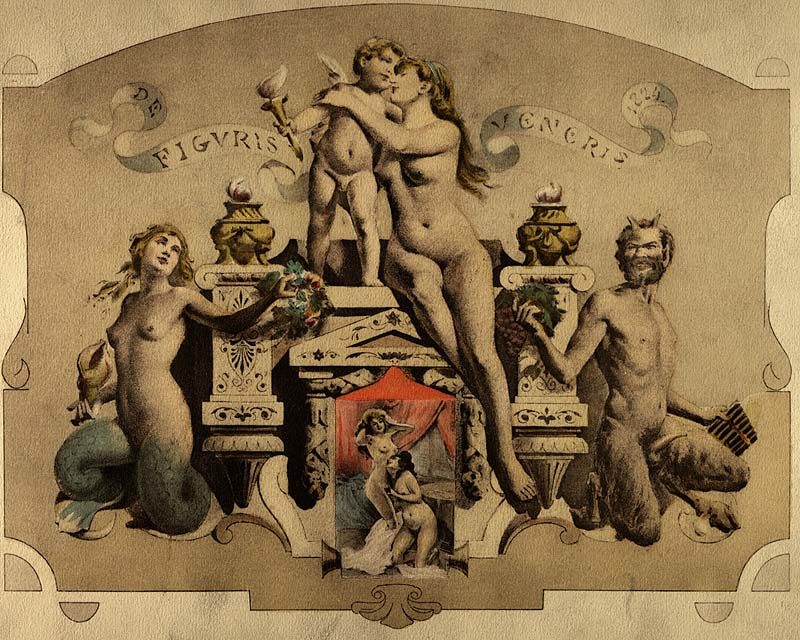
De figuris Veneris

De figuris Veneris (em português "Das Figuras de Vênus") ou Apophoreta é um livro do filósofo alemão Friedrich Karl Forberg publicado em 1824.
A obra é uma coleção dos escritos de autores antigos sobre as práticas sexuais greco-romanas. As informação foram divididas em oito capítulos, de acordo com as partes do corpo envolvidas, comentadas por Forberg e terminam com uma lista de noventa e cinco posições sexuais ilustradas pelo artista Édouard-Henri Avril.
Inicialmente a Apophoreta era um suplemento publicado no livro Hermaphroditus de Antonio Beccadelli, que reúne epigramas obscenos. Com o passar do tempo a obra ganhou popularidade mas só sessenta anos depois o texto foi editado e publicado de forma independente.
A primeira versão fora da Alemanha surgiu na França. Seu tradutor e editor foi Alcide Bonneau, que também tratou de incluir o subtítulo Manual de Erotologia Clássica; já no ano de 1906 a obra recebeu as ilustrações do artista Édouard-Henri Avril.
A maioria das suas edições ficaram restritas à alta sociedade ou sofreram algum tipo de censura: uma das cópias editadas na França foi imediatamente depositada nas estantes secretas da Biblioteca Nacional.

## Galeria

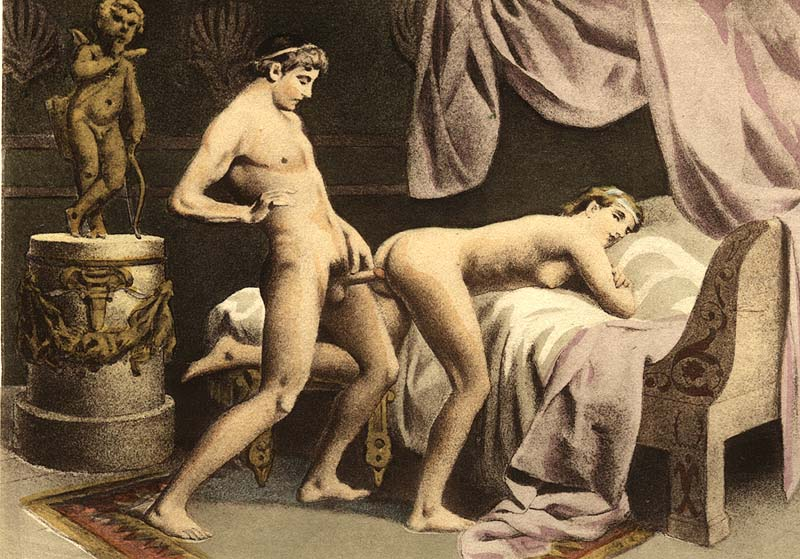
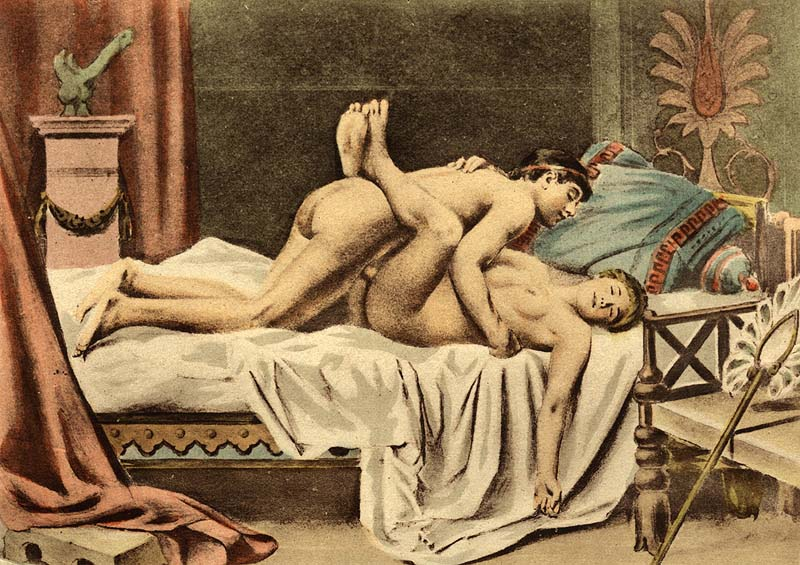
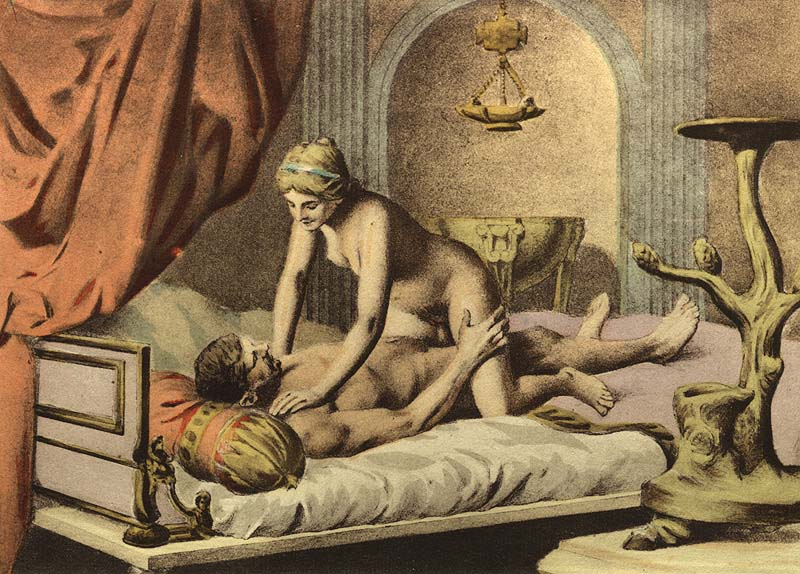
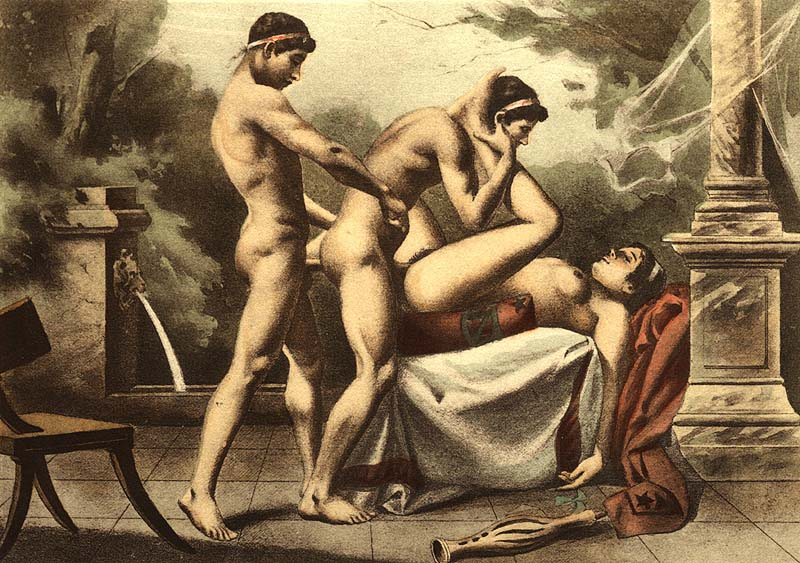
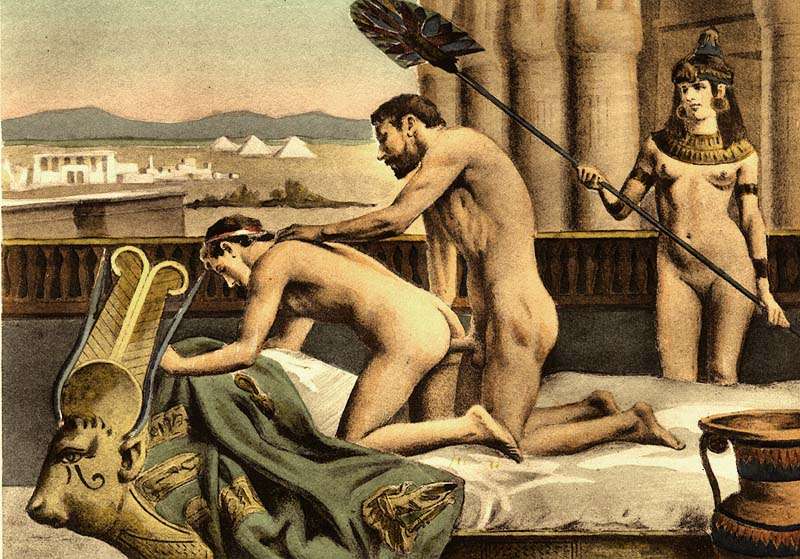